# 苏州市立达中学
苏州市立达中学是江苏省苏州中学在1996年创建的一所私立民办初中学校。校名出自《论语·雍也》：夫仁者，己欲立而立人，己欲达而达人。2010年在苏州市教育局的调整中转为市教育局直属公办初中学校。学校创立之初位于江苏省苏州中学校园内，2006年整体搬迁至沧浪区新桥巷校区，2010年搬迁至沧浪新城长吴路，同时，学校教师也负责江苏省苏州中学的伟长实验计划的日常教学。